# انتزاع پسانقاشانه
انتزاع پسانقاشانه (به انگلیسی: Post Painterly Abstraction) یکی از جنبش‌های هنری قرن بیستم است.
پس از جنگ جهانی دوم، هنرمندان برای خلق یک جهان بهتر، از هنر به عنوان ابزاری برای انتقال پیام‌هایی از جمله آرامش، محبت و صلح استفاده کردند.
با این حال، بسیاری از هنرمندان احساس کردند که این ایده‌ی اصلی هنر، فراموش شده و به جای آن، تلاش برای خلق احساسات شدید و بیش از حد شخصی شد.
این مسئله در اواخر دهه ی ۱۹۵۰ میلادی، به تقویت رویکردی ‌انجامید که در آن، هنرمندان خود را از خصوصیات شخصی خود جدا می‌کردند و به جای آن، از ابزارهای بیشتری برای خلق فرم و ساختار در آثار خود استفاده می‌کردند.
جنبش انتزاع پسانقاشانه، بر پایه‌ی این رویکرد، شکل گرفت.
در این جنبش، هنرمندان از رنگ‌های شفاف، شکل‌های ساده، طرح‌های خطی و فرم‌های هندسی استفاده کردند تا یک جدایی کامل از عناصر شخصی در هنر خود داشته باشند.
انتزاع پسانقاشانه عنوان نمایشگاهی بود که توسط منتقد هنری کلمنت گرینبرگ (Clement Greenberg) در موزه هنر لس آنجلس برگزار شد.وی برای نخستین بار این اصطلاح را در سال ۱۹۶۴ برای توصیف نسلی از هنرمندان استفاده کرد که علی‌رغم تنوع وسیع سبک‌های فردی آنان، آثار کاملاً متمایزی از اکسپرسیونیسم انتزاعی را بدون بازگشت به نقاشی تصویری(فیگوراتیو) عرضه می‌کنند.
کلمنت گرینبرگ (Clement Greenberg) (1909-1994)، منتقد هنری و نظریه‌پرداز آمریکایی بود که برای تأثیرات بسیار زیادی که بر هنر مدرن آمریکا داشت، شهرت دارد.
گرینبرگ یکی از مهم‌ترین نظریه‌پردازان هنر انتزاعی در آمریکا محسوب می‌شود.
در دهه ۱۹۵۰ و ۱۹۶۰ میلادی با ارائه نظریه‌هایی دربارهٔ هنر انتزاعی و پس از آن، جنبش‌های انتزاعی مانند انتزاع پسانقاشانه و نئواکسپرسیونیسم، به شهرت رسید.
گرینبرگ با ارائه نظریهٔ “شکست‌ناپذیری سطح” (uniqueness of flatness)، به مفهوم بنیادین طراحی و نگارش هنر انتزاعی در آمریکا پرداخت.
بر اساس این نظریه، برای ایجاد اصالت و تمایز هنر انتزاعی آمریکایی، باید از طراحی‌های تک‌سطح استفاده شود و از روش‌های دیگری مانند رسم منظره، تیره‌نویسی و… صرف نظر شود.

## هنرمندان
از جمله برجسته‌ترین نمایندگان این گرایش نوین، که از حدود اواسط دهه ۱۹۵۰ آغاز شد، موریس لوئیس، کونث نولاد، فرانک استلا، السوث کلی، ال هلد و ژول اولیتسکی بودند.
بیشتر این هنرمندان، مانند فرانک استلا(Frank Stella)، کنت نولند (Kenneth Noland) و جان مک‌لافلین (John McLaughlin)، از تکرار و تنظیم مجدد عناصر هنری برای ایجاد فرم‌های جدید استفاده می‌کردند.
۳۱ هنرمند حاضر در نمایشگاه پسانقاشانه شامل والتر داربی بنارد، جک بوش، جین دیویس، توماس داونینگ، فریدل ژوباس، پل فیلی، سام فرانسیس، هلن فرانکتالر، سام گیلیام، آل هلد، الزورث کلی، نیکلاس کروشنیک، الکساندر لیبرمن، موریس لوئیس، آرتور فورتسکیو مک کی، هاوارد مهرینگ، کنت نولاند، جولز اولیتسکی، ری پارکر، دیوید سیمپسون، آلبرت استدلر، فرانک استلا، میسون ولز، امرسون وولفر و تعدادی دیگر از هنرمندان آمریکایی و کانادایی که در دهه ۱۹۶۰ به شهرت رسیدند.

## ویژگی‌ها
وجه اشتراک آنان طرد کردن کیفیات «نقاشانه» همچون ضربات حسی قلم مو و عواطف فردی هنرمند بود. آنان به جای روش خود انگیخته و هیجانی نقاشی کنشی، در آثار خود سطوح کاملاً منظم و دقیق از رنگ‌های کنترل شده را به نمایش گذاشتند.
یکی از ویژگی‌های اصلی این جنبش، استفاده از رنگ‌های شفاف بود.
این رنگ‌ها باعث می‌شدند که فضای تصویر نشان داده شده در کار، حتی با استفاده از رنگ‌های پررنگ و زنده، به نظر خنثی و شفاف بیاید.
هنرمندان از رنگ‌های شفاف به عنوان یک وسیله برای ایجاد تنوع در ساختار و فرم کارهایشان استفاده می‌کردند.
استفاده از خطوط و اشکال هندسی در جنبش انتزاع پسا نقاشانه نیز بسیار شایع بود.
هنرمندان از خطوط برای تقسیم واحدهای فضایی به بخش‌های کوچکتر و ایجاد حرکت و جهت در کارهایشان استفاده می‌کردند.
هنرمندان از اشکال هندسی نیز به عنوان یک وسیله برای خلق فرم‌های ساده و تکرارپذیر بهره می بردند.
تکرار و تنظیم مجدد عناصر هنری نیز به عنوان یک ویژگی اصلی در این جنبش به کار رفت.
هنرمندان با تکرار یک الگو، تأکید بر فرم و ساختار را در کارهایشان داشتند.
هنرمندان از تکرار برای ایجاد ریتم و حرکت در کارهایشان و همچنین از تنظیم مجدد عناصر هنری برای ایجاد تعادل و هماهنگی در کارهایشان استفاده می‌کردند.
فرم‌های ساده و محدود نیز به عنوان یک ویژگی اصلی در جنبش انتزاع پسانقاشانه مطرح بود.
هنرمندان با استفاده از فرم‌های ساده و محدود، تمرکز خود را بر روی فرم و ساختار کارهایشان متمرکز می‌کردند. این فرم‌ها شامل مثلث، مربع، دایره و خطوط ساده بود.

## تفاوت انتزاع پسا نقاشانه و جنبش های اکپرسیونیستی
به عنوان یک جنبش هنری، انتزاع پسانقاشانه به دلیل تمرکزش بر فرم و ساختار، نقش مهمی در توسعه هنر خلاقانه در دهه ۱۹۶۰ میلادی ایفا کرد.
هنرمندان جنبش انتزاع پسانقاشانه، بر خلاف جنبش اکسپرسیونیستی که بیشتر بر تأکید بر عواطف و احساسات تمرکز داشت، بر تکرارپذیری، ریتم، توازن و هماهنگی در کارهایشان تأکید داشتند.

## انتخاب نام "انتزاع پس از نقاشی" یا "انتزاع پسا نقاشانه"
نام “انتزاع پس از نقاشی” یا “Post-Painterly Abstraction” برای این جنبش هنر انتزاعی توسط رسام آمریکایی کلیفتون ستیل در سال ۱۹۶۴ میلادی معرفی شد.
نام “پس از نقاشی” به عنوان جایگزینی برای “نقاشی انتزاعی” به کار رفت، به دلیل اینکه هنرمندان این جنبش از روش‌هایی مانند روانشناسی رنگ، فرم‌شناسی و تحلیل ساختار کارهایشان برای ایجاد آثار خود استفاده می‌کردند.
به همین دلیل، آنها بیشتر به عنوان “فرم سازان” تلقی می‌شدند تا “نقاشان” و نام “انتزاع پس از نقاشی” بیشتر با این نگرش مطابقت داشت.
این نام همچنین به نوعی تأکید بر بیان شیوه‌ای از انتزاعی بود که تفاوت‌هایی با جنبش انتزاعی قبلی داشت و بر روی روش‌های مدرن و به‌روز هنر تمرکز داشت.